# Elektropalatografie
Die Elektropalatografie bzw. -graphie (von lat. palatum: dt. "Gaumen", gr. graphein: dt. "schreiben") ist ein Verfahren zur kontinuierlichen Messung von Zunge-Gaumen-Kontakten bei der Sprachproduktion. Die Elektropalatographie (auch EPG genannt) stellt damit eine Messmethode für Artikulationsstellen im Mundraum dar. Der Patient hat einen dünnen künstlichen Gaumen im Mund, der mit Elektroden besetzt ist. Durch den Kontakt der Zunge mit dem Gaumen übertragen die Elektroden elektrische Signale an den Elektropalatograf. Dieser stellt die elektrischen Impulse auf einem Bildschirm in Form eines Palatogramms dar.

## Anwendung
Der Elektropalatograf wird hauptsächlich als therapeutisches Hilfsmittel bei Sprachstörungen, wie auch in der experimentellen Phonetik eingesetzt. Der Patient sieht auf einem Bildschirm den direkten Vergleich zwischen seiner fehlerhaften und der korrekten Artikulation. Durch dieses ständige Feedback kann der Patient selbstständig seine Sprachproduktion korrigieren und der Norm anpassen.
Für jede einzelne Person muss ein künstlicher Gaumen aus Acryl hergestellt werden, der mit ca. 60 – 100 Elektroden besetzt ist. Damit dieser genau passt, macht ein Zahnarzt einen Abdruck des Gaumens, zur Herstellung eines Gipsmodells. Der künstliche Gaumen ist nur etwa 0,5 mm dick, damit er so wenig wie möglich beim Sprechen stört. Die Elektroden sind mit dünnen Drähten verbunden, die hinter den Backenzähnen gebündelt und dann seitlich aus dem Mund herausgeführt werden.
Bei der Anwendung wird eine schwache Wechselspannung von etwa 100 Hz an den künstlichen Gaumen angelegt. Dort, wo die Zunge die Elektroden berührt, kann schwacher Strom fließen. Ist das der Fall, leuchtet die entsprechende Lampe im Palatogramm auf.
Der Elektropalatograf ist auch das einzige Gerät, mit dem der Zunge-Gaumen-Kontakt räumlich und zeitlich zugleich sichtbar gemacht werden kann. Im dentalen und alveolaren Bereich direkt hinter der oberen Zahnreihe ist die Dichte der Elektroden größer, denn dort kommt es mehr auf die kleinen Unterschiede der Artikulationsstellen an.

### Anwendungsgebiete
Die Elektropalatografie wird hauptsächlich zu Forschungszwecken eingesetzt. Im Mittelpunkt der therapeutischen Anwendung stehen: 
- phonologische Störungen
- Lippen-Kiefer-Gaumenspalten bei Kindern
- Entwicklungsdyspraxien
- Dysarthrien bei Erwachsenen.

### Nachteile
Ein Nachteil dieses Verfahren ist, dass der künstliche Gaumen den normalen Sprechgang stören kann, dies fällt aber kaum ins Gewicht.
Weiters gibt es natürlich keine Information zu offenen Vokalen oder zu solchen Lauten, die zu weit hinten (velar, z.B: [ g k r ]) oder an den Lippen (labial, z.B: [ m b p ]) gebildet werden. Am besten werden Laute wie [ d t l n s ʃ ] dargestellt.
Außerdem ist das Verfahren sehr teuer, da jeder Proband seinen eigenen künstlichen Gaumen bekommen muss.